# Уэлч, Ракель
Ракель Уэлч (также Рэкел Уэлш, англ. Raquel Welch; 5 сентября 1940 — 15 февраля 2023) — американская актриса и секс-символ 1970-х годов.

## Биография
Джо Ракель Техада родилась в Чикаго в семье англичанки и боливийца. С юных лет отличалась артистичностью и уже с девятнадцати лет стала выступать в любительском театре.
В 1959 году она вышла замуж за Джеймса Уэлча, фамилию которого стала использовать в своей дальнейшей карьере. Вместе с мужем она обосновалась в Сан-Диего, где стала работать ведущей прогноза погоды на местной телестанции. Обременённая воспитанием двух детей и работой, Уэлч была вынуждена покинуть Университет штата Калифорния в Сан-Диего, так и не получив образования. После развода она забрала с собой детей и перебралась в Даллас, где стала зарабатывать на жизнь, участвуя в модных показах фирмы «Neiman Marcus».
Добившись определённого успеха, она с уверенностью отправилась в Голливуд, где с 1964 года стала получать первые роли в кино. Популярность к ней пришла в 1966 году после ролей в фильмах «Фантастическое путешествие» и «Миллион лет до нашей эры» (1966). Последующие её роли на большом экране не принесли ей большого успеха, так как сексуальную актрису не воспринимали на серьёзных ролях. Исключением для неё стала роль Констанции Бонасье в фильме «Три мушкетёра: Подвески королевы» (1974), за которую она была удостоена премии «Золотой глобус».
В 1970-х годах привлекательная внешность и слава актрисы привели её на обложки журнала Playboy, в который Уэлч описывалась как «самая желанная женщина 1970-х». Помимо этого актриса неоднократно появлялась на телевидении, будучи некоторое время ведущей собственного телешоу, а также участвовала в музыкальных шоу в Лас-Вегасе.
Уэлч умерла 15 февраля 2023 года в своем доме в Лос-Анджелесе после непродолжительной болезни.

## Личная жизнь
В мае 1959 года вышла замуж за своего школьного друга Джеймса Уэлча, но уже в 1962 году брак распался (официальный развод — 1964 год). В 1967 году вышла замуж за продюсера Патрика Кёртиса; через пять лет супруги развелись. Следующий брак (1980—1990 годы) — с франко-американским продюсером Андре Вайнфильдом. Последний брак — с владельцем сети пиццерий Mulberry Street Pizzeria Ричардом Палмером был заключён в 1999 году, но в 2003 году пара рассталась с последовавшим далее разводом. Позднее Уэлч заявила, что впредь не намерена вступать в брачные отношения.
У актрисы два ребёнка от первого брака — сын Деймон Уэлч (родился 6 ноября 1959 года) и дочь, актриса Тани Уэлч (родилась в декабре 1961 года). Идя по стопам своей матери, в 1995 году Тани появилась на обложке «Playboy».

## Фильмография
| Год       |   | Название                         | Роль                                    |
| --------- | - | -------------------------------- | --------------------------------------- |
| 1966      | ф | Фантастическое путешествие       | Кора                                    |
| 1966      | ф | Миллион лет до нашей эры         | Лоана                                   |
| 1967      | ф | Древнейшая профессия в мире      | куртизанка (новелла "Прекрасная эпоха") |
| 1967      | ф | Самый крупный куш                | Джулиана                                |
| 1967      | ф | Фатом                            | Фатом Харвилл                           |
| 1967      | ф | Ослеплённый желаниями            | Лилиан                                  |
| 1968      | ф | Бандольеро                       | Мария Стоунер                           |
| 1968      | ф | Девушка в цементе                | Кит Форрест                             |
| 1969      | ф | Сто винтовок                     | Сарита                                  |
| 1969      | ф | Чудотворец                       | жрица Кнута                             |
| 1969      | ф | Вспышка                          | Мишель                                  |
| 1970      | ф | Любимая                          | Елена                                   |
| 1970      | ф | Майра Брекинридж                 | Майра Брекинридж                        |
| 1971      | ф | Ханни Колдер                     | Ханни Колдер                            |
| 1972      | ф | Синяя борода                     | монахиня                                |
| 1973      | ф | Последний круиз на яхте «Шейла»  | Элис                                    |
| 1973      | ф | Три мушкетёра: Подвески королевы | Констанция Бонасье                      |
| 1974      | ф | Четыре мушкетёра: Месть миледи   | Констанция Бонасье                      |
| 1975      | ф | Дикая вечеринка                  | Куини                                   |
| 1977      | ф | Чудовище                         | Джейн Гарднер                           |
| 1977      | ф | Принц и нищий                    | леди Эдит                               |
| 1993      | ф | Песнь любви: пламя и страсть     | Пола Истмен                             |
| 1993      | ф | Порченая кровь                   | Элизабет Хэйес                          |
| 1996      | с | Нью-Йорк, Центральный парк       | Дианна Брок                             |
| 1996—2004 | с | Сабрина — маленькая ведьма       | Веста Спеллман                          |
| 2001      | ф | Блондинка в законе               | миссис Уиндхэм Вандермарк               |
| 2013      | ф | Дом Версаче                      | тётя Лючия                              |

## Премии и награды
- 1974 — «Золотой глобус» в номинации «Лучшая женская роль в кинокомедии или мюзикле» за роль в фильме «Три мушкетёра: Подвески королевы».